# Championnat de Belgique de football 1896-1897
Navigation
Saison précédente Saison suivante
Le championnat de Belgique de football 1896-1897 est la deuxième saison du championnat de première division belge. Il porte le nom officiel de « Coupe de Championnat ».
Six équipes se présentent au départ mais elles ne sont que cinq à l'arrivée. Après cinq rencontres, dont une sévère correction au Racing (18-0), le Sporting CB se retire de la compétition. Le club n'apparaît plus jamais par la suite.

## Clubs participants
Six clubs prennent part à la compétition, c'est un de moins que lors de l'édition précédente. Ceux dont le matricule est mis en gras existent toujours aujourd'hui.
| # | Nom                                  | Mat. | Ville     | Terrain                               | En D1 depuis (série) | Total en D1 | Saison précédente |
| - | ------------------------------------ | ---- | --------- | ------------------------------------- | -------------------- | ----------- | ----------------- |
| 1 | Antwerp Football Club                | 1    | Anvers    | Zuremborg (à côté du Vélodrome)       | 1895-1896 (2e)       | 2e          | 2e                |
| 2 | Athletic & Running Club de Bruxelles | N/A  | Uccle     | vert chasseur                         | 1896-1897 (1re)      | 1re         | N/A               |
| 3 | Léopold Club de Bruxelles            | 5    | Evere     | deux maisons (evere)                  | 1895-1896 (2e)       | 2e          | 4e                |
| 4 | Racing Club de Bruxelles             | 6    | Uccle     | site de Longchamps (ancien Vélodrome) | 1895-1896 (2e)       | 2e          | 6e                |
| 5 | Sporting Club de Bruxelles           | N/A  | Bruxelles | Parc Léopold/Tir National             | 1895-1896 (2e)       | 2e          | 3e                |
| 6 | Football Club Liégeois               | 4    | Ougrée    | Terril du Bois d'Avroy                | 1895-1896 (2e)       | 2e          | 1er               |

### Localisation
| Antwerp FC FC Liégeois Bruxelles |

#### Localisation des clubs bruxellois
les 4 cercles bruxellois sont :
Léopold CB
Racing CB
Sporting CB (localisation incertaine)
A&RC de Bruxelles (vert chasseur)

## Résultats

### Résultats des rencontres
Résultats des rencontres de championnat disputées.
| Résultats (▼dom., ►ext.)                                   | ANT | ARC | RAC | LEO | SCB  | FCL |
| Antwerp FC                                                 |     | 0-0 | 1-4 | 8-0 | 6-1  | 2-0 |
| Athletic & Running CB                                      | 1-2 |     | 2-4 | 3-0 | 10-1 | 1-3 |
| Racing CB                                                  | 1-0 | 2-1 |     | 5-0 | 18-0 | 3-3 |
| Léopold CB                                                 | 2-1 | 5-0 | 1-3 |     | Fft  | 3-4 |
| Sporting CB                                                | Fft | 0-2 | 0-3 | Fft |      | Fft |
| FC Liégeois                                                | 0-2 | 5-0 | 2-2 | 4-0 | Fft  |     |
| - Victoire à domicile - Match nul - Victoire à l'extérieur |     |     |     |     |      |     |

- Fft : Le Sporting CB déclare forfait après cinq rencontres.

### Classement final
Classement final de la saison. La somme des buts marqués et encaissés ne tient pas compte des scores de forfait (5-0 ou 0-5) ce qui explique une différence entre la somme des buts dans le classement et dans le tableau des matches.
| Rang | Équipe                | Pts | J  | G | N | P  | Bp | Bc | Diff |
| ---- | --------------------- | --- | -- | - | - | -- | -- | -- | ---- |
| 1    | RACING CB             | 18  | 10 | 8 | 2 | 0  | 40 | 10 | +30  |
| 2    | FC Liégeois T         | 14  | 10 | 6 | 2 | 2  | 16 | 13 | +3   |
| 3    | Antwerp FC            | 13  | 10 | 6 | 1 | 3  | 22 | 10 | +12  |
| 4    | Léopold CB            | 8   | 10 | 4 | 0 | 6  | 9  | 28 | -19  |
| 5    | Athletic & Running CB | 7   | 10 | 3 | 1 | 6  | 25 | 14 | +11  |
| 6    | Sporting CB           | 0   | 10 | 0 | 0 | 10 | 2  | 39 | -37  |

Légende
- Champion de Belgique 1897
- Clubs ayant choisi de ne pas se présenter la saison suivante

Abréviations
T : Tenant du titre 1896

 : nouveau venu depuis la saison précédente

### Meilleur buteur
Samuel C. Hickson (FC Liégeois) : nombre de buts inconnu. Il est sacré meilleur buteur pour la deuxième fois consécutive.

## «Division 1»
Une seconde série est constituée et appelée « Division 1 ». Il s'agit en fait d'un championnat pour les équipes réserves. La réserve du FC Liégeois remporte le titre. Certaines rencontres ne sont pas disputées par suite du retrait du Sporting CB, entraînant également celui de son équipe réserve. Les rencontres non-disputées ne sont pas transformées en victoire par forfait pour leurs adversaires.
| Rang | Équipe                     | Pts | J  | G | N | P | Bp | Bc | Diff |
| ---- | -------------------------- | --- | -- | - | - | - | -- | -- | ---- |
| 1    | Rés. FC Liégeois           | 13  | 10 | 6 | 1 | 3 | 19 | 16 | +3   |
| 2    | Rés. Léopold CB            | 11  | 10 | 5 | 1 | 4 | 18 | 13 | +5   |
| 3    | Rés. Athletic & Running CB | 10  | 9  | 4 | 2 | 3 | 16 | 16 | 0    |
| 4    | Rés. Antwerp FC            | 9   | 8  | 4 | 1 | 3 | 24 | 13 | +11  |
| 5    | Rés. Racing CB             | 9   | 9  | 4 | 1 | 4 | 11 | 29 | -18  |
| 6    | Rés. Sporting CB           | 4   | 6  | 1 | 2 | 3 | 3  | 4  | -1   |

## Récapitulatif de la saison
- Champion : Racing Club de Bruxelles (1er titre)
- Deuxième champion différent
- Premier titre pour la province de Brabant

| Région flamande (1)             | Région flamande (1) | Province de Brabant (4)      | Province de Brabant (4) | Région wallonne (1)    | Région wallonne (1) |
| ------------------------------- | ------------------- | ---------------------------- | ----------------------- | ---------------------- | ------------------- |
| Province d'Anvers               | 1                   | Région de Bruxelles-Capitale | 4                       | Province de Hainaut    | 0                   |
| Province de Flandre-Occidentale | 0                   | Province du Brabant flamand  | 0                       | Province de Liège      | 1                   |
| Province de Flandre-Orientale   | 0                   | Province du Brabant wallon   | 0                       | Province de Luxembourg | 0                   |
| Province de Limbourg            | 0                   |                              |                         | Province de Namur      | 0                   |

1. ↑  Au niveau footballistique, la province de Brabant est toujours unitaire malgré sa partition territoriale en 1995.

### Admission et relégation
Le règlement de la fédération ne prévoit ni relégation, ni admission automatique de nouveaux clubs. L'intégration de nouvelles équipes se fait sur « invitation ». C'est ainsi que l'Athletic & Running Club de Bruxelles est autorisé à prendre part à la compétition. À l'opposé, le Sporting Club de Bruxelles, qui déclare forfait en cours de saison, est considéré comme relégué car il ne se présente pas au départ de la saison suivante.

### Débuts en séries nationales
- L'Athletic & Running CB est le huitième club différent à apparaître en séries nationales belges, le cinquième brabançon (le cinquième bruxellois pour être précis).

### Bilan de la saison
| Championnat de Belgique de football 1896-1897 |                                      |
| Champion                                      | Racing Club de Bruxelles (1er titre) |
| Dauphin                                       | FC Liégeois                          |
| Promotions et relégations                     |                                      |
| Promus en Division d'Honneur                  | aucun                                |
| Relégués                                      | Sporting Club de Bruxelles (choix)   |